# Paurocotylis
Paurocotylis är ett släkte av svampar. Paurocotylis ingår i familjen Pyronemataceae, ordningen skålsvampar, klassen Pezizomycetes, divisionen sporsäcksvampar och riket svampar.